# ツチダンゴ
ツチダンゴ（土団子、Elaphomyces granulatus）は子嚢菌門ユーロチウム目ツチダンゴ科に属するキノコ。

## 形態
子実体は地中に形成され、ほぼ球状で直径約15mm程度、表面は赤褐色ないし黄褐色で、低いいぼ状隆起を備えてざらつく。縦断面では、厚くて比較的もろい外皮に包まれて、暗緑褐色～暗褐色（コーヒー色）の胞子塊が認められる。子嚢は丸い嚢状をなし、多くの子嚢菌が備えているような特殊な胞子射出構造を持たず、胞子が成熟すれば細胞壁が溶けて消失する。胞子は厚い壁を備え、ほぼ球形で暗褐色ないしほとんど黒色を呈する。

## 生態
樹木（ナンキョクブナ科、フトモモ科、ブナ科、マツ科、マメ科等）の細根に外生菌根を形成して、共生生活を営むと考えられている。
子嚢菌門オフィオコルディケプス科の虫草菌と総称されるTolypocladium 属の菌の一部（タンポタケ、ハナヤスリタケなど）の寄生を受けることがある。

## 分布
北半球の温帯以北（特にマツ科の樹木が分布する地域）に広く分布する。日本国内で発見された記録はさほど多くないが、子実体が地中に埋没して形成され、人の目につかずに見過ごされているに過ぎないと思われる。

## 人間との関わり
無毒であるとはいえ、きのこが小さく、採集も容易ではないために、食用的価値はないに等しい。ただし、樹木の生長を促す働きがあるとされ、造林業などの分野では間接的に貢献しているといえる。